# Untere Marktstraße 10 (Bad Kissingen)

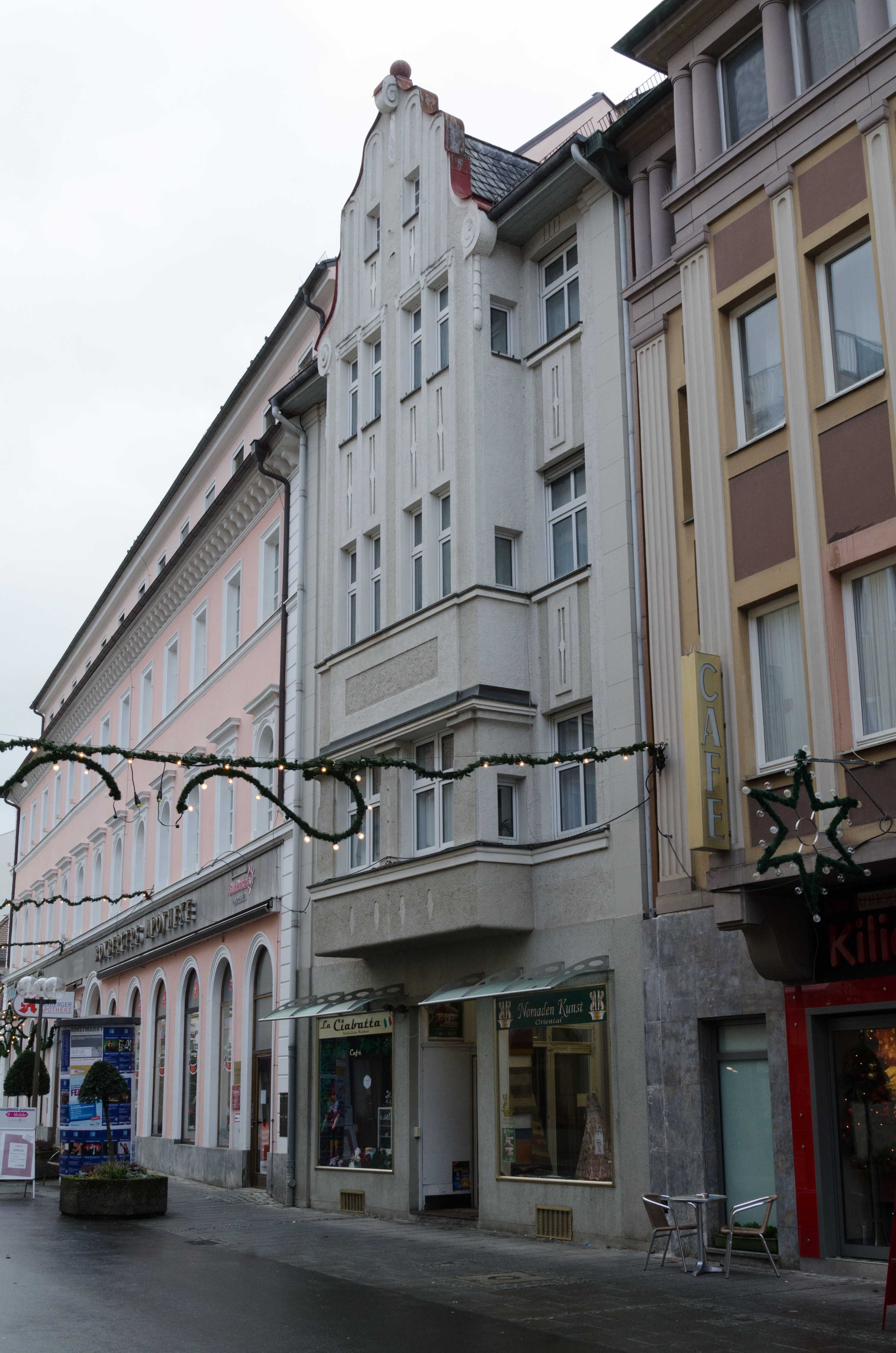
Untere Marktstraße 10

Das Gebäude Untere Marktstraßen 10 in Bad Kissingen, der Großen Kreisstadt des unterfränkischen Landkreises Bad Kissingen, gehört zu den Bad Kissinger Baudenkmälern und ist unter der Nummer D-6-72-114-104 in der Bayerischen Denkmalliste registriert.

## Geschichte
Das viergeschossige Anwesen wurde im Jugendstil in den Jahren 1908–1909 vom Architekten S. A. Hauer aus Friedberg–Bad Nauheim am Standort eines niedrigeren Vorgängerbaus errichtet. Die Fassade wird von einem Erkervorsprung geprägt.
Das Anwesen enthält aktuell Wohnungen und Geschäfte.